# De Bouwte
De Bouwte is een buurschap in de gemeente Westerwolde van de Nederlandse provincie Groningen. Het ligt ten westen van het dorp Blijham langs de gelijknamige Bouwteweg. De naam bouwte is Gronings voor landbouwontginningen op veen of zand die aan de randen lagen van de gebieden die door de overstromingen van de Dollard verloren gingen. Deze waren vroeger vaak in gebruik als bouwland.

## Geschiedenis
Het gehucht bestond van origine uit een aantal boerderijen, die op de kaart uit 1590 ten zuiden van de oude Heereweg naar Winschoten lagen. Vandaar werden ze in de eeuwen erna verplaatst naar het Westeindpad (naar de gehuchten Tjabbesoord en  Westeind) tussen de Bovenlanden en de Veenbouwten, waar ze eind 18e eeuw stonden. Het Westeindpad was bekend vanwege de vele vonders die erin lagen. Rond 1900 werden de boerderijen verplaatst naar de Grindweg (de huidige Winschoterweg). Bij de ruilverkavelingen in de jaren 1950 werd een groot deel van de overige bebouwing afgebroken en het Westeindpad geslecht. In plaats daarvan werd rond 1957 de Bouwtenweg aangelegd langs een restant van de huizen.